# Алексич, Милан
Милан Алексич (серб. Милан Алексић, род. 13 мая 1986, Белград, СФРЮ) — сербский ватерполист, защитник венгерского клуба «Сольноки» и национальной сборной Сербии. Двукратный олимпийский чемпион (2016 и 2020), чемпион мира и Европы.

## Карьера

### Клубная карьера
В возрасте 9 лет родители отдали Милана в секцию плавания, однако позже он предпочёл заниматься водным поло.
С 2003 по 2012 годы он защищал цвета белградского «Партизана», став в его составе 5-кратным чемпионом Сербии (все сезоны с 2006/2007 по 2010/2011), 6-кратным обладателем Кубка Сербии (сезоны с 2006/2007 по 2011/2012), победителем ватерпольной Лиги чемпионов (2010/2011) и Суперкубка Лиги европейского плавания (2011).
В 2012 году перешёл в венгерский клуб «Сольноки», в составе которого стал трёхкратным чемпионом Венгрии (сезоны 2014/2015, 2015/2016, 2016/2017), трёхкратным обладателем Кубка Венгрии (2014, 2016, 2017), победителем (2016/2017) и бронзовым призёром (2015/2016) ватерпольной Лиги чемпионов, обладателем Суперкубка Лиги европейского плавания (2017).

### Карьера в сборной
В 2005 году в составе университетской сборной Сербии и Черногории одержал победу на ватерпольном турнире Универсиады, проходившей в турецком Измире.
В составе национальной сборной Сербии Милан Алексич дебютировал в 2009 году в матче против Румынии. В составе сборной стал Олимпийским чемпионом, а также бронзовым призёром Игр, двукратным чемпионом мира, трёхкратным чемпионом Европы, обладателем Кубка мира и победителем Средиземноморских игр.